# Ichneumon terminatorius
Ichneumon terminatorius är en stekelart som beskrevs av Johann Ludwig Christian Gravenhorst 1820. Ichneumon terminatorius ingår i släktet Ichneumon och familjen brokparasitsteklar. Arten är reproducerande i Sverige. Inga underarter finns listade i Catalogue of Life.